# YScompany
株式会社YScompanyは、東京都新宿区に本社を置く芸能プロダクション。
2015年9月1日設立。代表は齊藤由香里。
会社名の由来は「Y山形 S最高 company」。
グラビア部門として株式会社KScompanyを2019年12月3日から設けており、所属兼務しているタレントもいたが閉鎖されている。

## 所属タレント

### 女性タレント
- 七瀬清美
- 江野なつ紀
- 西川路瑠璃華
- 笹森瑠美
- 三浦久弥
- 藤原留香
- 中山美恵子
- 由良瓏砂
- 美里朝希
- 平こと穂
- 武知凛
- 大津寄奏子
- 日南ひなた
- 保蔵陽菜
- 渡邉音宇
- 田中カヨ
- 高山愛叶
- はじめ
- 今井ゆか（業務提携）
- KuRa
- 砂川帆海
- 上條千絵
- 青窪ひじり
- 石井花奈
- 福居みこと
- 上野竜香
- 吉田早希
- 櫻波ヨウ
- 若宮睦美
- 豊田瑠伊
- 淡雪はる
- 弥明沙実
- 小南らな
- 三条彩夏
- 佐藤有紗
- 世界のマキタ
- 南那海波
- 星乃りん
- チェ・スウン
- 宮崎真梨子
- Lilly
- あやか
- セイナ
- 一條ナナ
- 伊織
- 朝倉あや
- 冬木美月
- 吉田佐野香
- つき
- 音愛
- 柳田絵美花
- やがみつかさ
- 紗理菜
- 日向端しおん
- さくら宙
- りゅい
- 藤広一和子
- ゆられ
- 悠都愛菜
- 櫻波ヨウ
- 内田吉志乃
- 満島あすか
- 仲井もえな
- iiv(にこ)
- 由希藍
- 岡田琴子
- 堀川ことあ
- 京乃ともみ（業務提携）
- 由香里
- 由良瓏砂
- あんじゅ先生（若林杏樹）
- あやか
- 木村美穂
- 一條ナナ
- どでんちゃん
- 林知佳
- 鬼軍曹ゆか様
- やがみつかさ
- 若林アスカ
- pandora girl（Chloe、Amelia）
- 上野竜香
- 内田吉志乃
- 高弥明沙実
- つきか
- ami
- Namilk
- FxT-SMYle（高弥明沙実、俊輝凡、健悟、幸光）
- Hana

### 男性タレント
- 篠﨑大輝
- 宮藤歩夢
- 圡屋浩太朗
- 三枝聖
- 佐藤正崇
- 片野志樹
- 川喜田照
- 桜井晴雪
- 山本嘉門
- 和谷昌典
- 宗和洋智
- 大森愛翔
- ミラクル森下
- 長壁純
- 半田裕樹
- 長谷川司
- 黒木尚典
- 宮腰遼
- 蒼戸涼汰
- 岡野淳一
- 小林ゆうき
- 白井周作
- 池田純一
- 武田一成
- 公条俊晴
- 西川勝哉
- 井上翔（YSユース）
- Taka
- トーマ・ブッチェ
- ふじさわあつし
- ティモシー
- 福田翔
- 江藤勝
- キノシタタケル
- Yukito
- Hayate
- ヒロキ
- 雨宮新
- 昆布ちゃん
- スタバたろう
- CJ社長
- たくちゃん
- 大島直也
- 千葉ドラゴン

### 芸人
- タルラ（トキ、黒須俊至）
- 笑音
- フェアリーシモ
- あんかけ無双（中村健士郎、石渡一隆）
- ヤマノタミ

## 過去の所属タレント

### 女性タレント
- 山村ゆりか
- 小宮結
- 武井翔子
- 桃瀬凛子
- 峯村さや
- 岡田清楓
- 朝比奈みなぎ
- 竹田有希子
- 野月まいり
- 更科こゆき
- CHIE
- 野月まいり
- 今里きこ
- 神部ゆみ
- 一輝あやか
- 宮栞奈
- 佐藤あずさ（くる美）
- 白河希美
- 佐倉唯菜
- 蒼ゆり
- 三浦孔美
- あづき
- 緒先香愛莉
- 一ノ瀬まりな
- あさみ
- ひこ乃
- 河谷ゆな
- 眞野息吹
- 木下星来
- 倉田かのん
- 田中れいか
- 相原彩衣
- 山田エリカ
- とりっすー
- 坂本一華
- 橘莉咲
- 清水楓

### 男性タレント
- 津田優樹
- 高橋信多
- 伊藤修平
- 梅沢知史
- 堺直也
- 春川稔喜
- 幡野剛
- 篠崎大輝
- 辻本賢